# Highgate (metrostation)
Highgate is een station van de metro van Londen aan de Northern Line. Het metrostation, dat in 1867 is geopend, ligt in de wijk Highgate. Wijk en station danken hun naam aan het dorp Highgate Village vlak bij het station.

## Geschiedenis

### Edgware, Highgate and London Railway
In 1861 begon de Edgware, Highgate and London Railway (EH&LR) met de bouw van een voorstadslijn tussen Finsbury Park en Edgware door de heuvels ten noorden van Londen, de Northern Heights, en het nog landelijke Middlesex ten noorden van Finchley. De EH&LR werd in juli 1867 opgekocht door de Great Northern Railway (GNR) en op 22 augustus 1867 werd de lijn geopend. Het station werd gebouwd in een ongeveer 30 meter diepe kuil die gegraven werd in de 100 meter hoge heuvel ter plaatse. Het kreeg drie sporen met aan de buitenkant zijperrons, terwijl het middelste spoor gebruikt kon worden om treinen naar het andere spoor te rangeren. Op 24 mei 1873 werd door de Muswell Hill Railway (MHR) een zijlijn naar Alexandra Palace geopend vanaf Highgate Wood. In 1880 werd een eilandperron gebouwd dat toegankelijk was vanaf de loopbrug terwijl de zijperrons vervielen. Aan weerszijden van het station gaat het spoor door tunnels onder de niet afgegraven delen van de heuvel. Rond de eeuwwisseling lagen verschillende projecten voor elektrische metrolijnen op stapel, de GNR verzette zich echter met succes tegen het doortrekken van metrolijnen naar het noorden omdat die reizigers zouden afsnoepen van haar voorstadsdiensten en kocht in 1911 de MHR.
Na de Eerste Wereldoorlog werden de Britse spoorwegen gereorganiseerd waardoor in 1923 de GNR opging in de London & North Eastern Railway (LNER). LNER bleef zich verzetten tegen de metro maar gaf haar verzet op in 1925 toen bleek dat ze geen geld had om haar lijnen te elektrificeren. Aan het begin van de jaren dertig kende het station dagelijks ongeveer 54 treinen van/naar High Barnet, 43 van/naar Alexandra Palace en enkele doorgaande treinen van/naar Edgware. Deze diensten liepen ten zuiden van het station van/naar Finsbury Park waar reizigers konden doorrijden naar King's Cross of overstappen van/naar Moorgate of Broad Street. In 1933 werd het OV in Londen genationaliseerd in het London Passenger Transport Board (LPTB), kortweg London Transport.

### Northern Heights
London Transport kwam in 1935 met het New Works Programme waar het Northern Heights project onderdeel van was. Het project kwam er op neer dat London Transport de reizigersdiensten op de EH&LR zou overnemen van de LNER door de lijn te elektrificeren en integreren in de metro. Om de lijn met het bestaande metronet te verbinden werd tussen East Finchley en Highgate, het latere Archway, een tunnel geboord en zou bij Finsbury Park alsnog een bovengrondse aansluiting op de Northern City Line komen. De start van de werkzaamheden was in 1937 aanleiding om de hele lijn Northern Line te noemen als verwijzing naar de Northern Heights die door de lijn op de metro werden aangesloten.
De geboorde tunnel was onderdeel van de eerste fase van het Northern Heights project en werd in 1938 aangelegd. Onder het LNER station Highgate werden perrontunnels van 150 m lang gebouwd die geschikt zijn voor metrostellen met negen bakken. Onder de bovengrondse sporen werd een verdeelhal gebouwd die toegang biedt aan zowel de ondergrondse perrons, als het bovengrondse eilandperron. Het bovengrondse perron kreeg een nieuwe wachtkamer en overkapping, terwijl de loopbrug werd gesloopt. De nieuwe stationshal is toegankelijk via vaste trappen bij de parkeerplaats langs Archway Road aan de zuidkant en vanaf Priory Gardens aan de noordkant. De Northern Line begon op 3 juli 1939 haar diensten van en naar East Finchley zonder te stoppen bij Highgate. Op 19 januari 1941 werden de ondergrondse perrons in gebruik genomen, de door Charles Holden ontworpen gebouwen werden toen echter niet gebouwd.

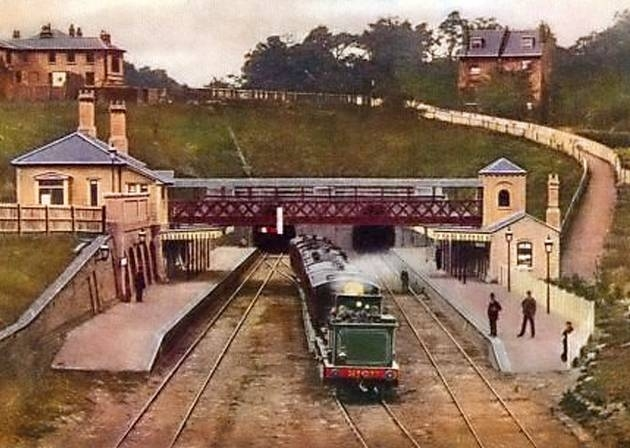
Het station omstreeks 1870.
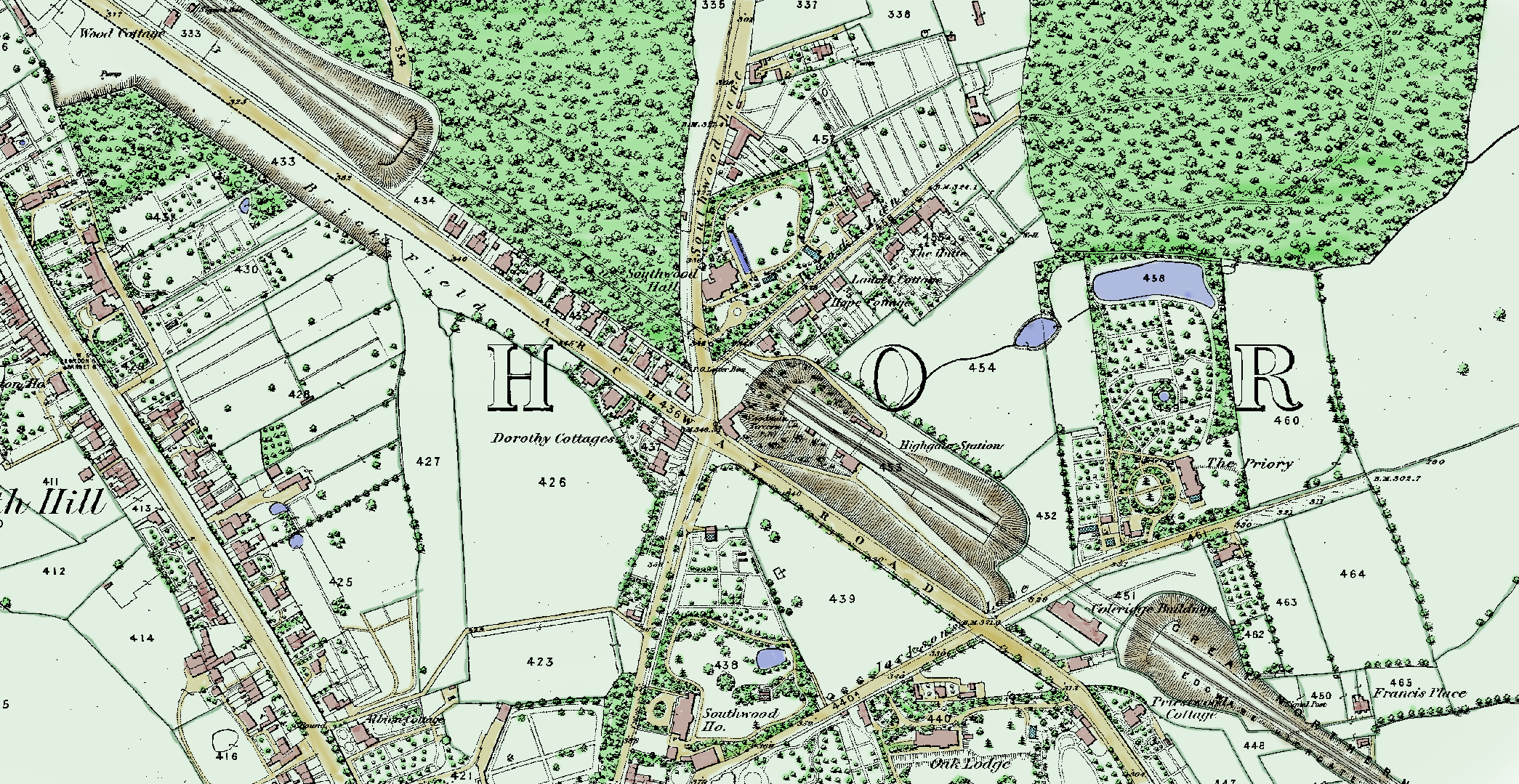
De kaart met station en omgeving in 1870.
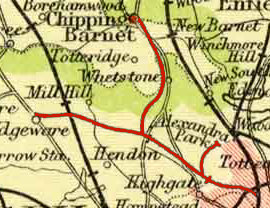
De kaart uit 1900 met de voorstadslijnen in het rood.

### Tweede Wereldoorlog
Het uitbreken van de Tweede Wereldoorlog in september 1939 betekende dat de werkzaamheden om de lijnen van de LNER te elektrificeren werden vertraagd en, na de oplevering van het deel tussen East Finchley en High Barnet, op 14 april 1940 geheel stopgezet. Daarna werd, in verband met militaire belangen, het baanvak tussen Finchley Central en Mill Hill East alsnog afgebouwd. Op 2 maart 1941 werden de stoomdiensten van LNER ten noorden van East Finchley gestaakt zodat het bovengrondse perron alleen nog werd bediend door de reizigersdiensten tussen Alexandra Palace en Finsbury Park al bleef het goederenverkeer nog tot 1962 tussen de metrodiensten rijden. Op 18 mei 1941 ging de metrodienst naar Mill Hill East van start. In 1942 werden de LNER-diensten door Highgate teruggebracht tot alleen de spitsdiensten. Tijdens de oorlog werden de ondergrondse perrons bij Highgate, zoals bij meerdere ondergrondse stations, gebruikt als schuilkelder tijdens de bombardementen door de Luftwaffe en later door V1's en V2's. De Amerikaanse presentator en politicus Jerry Springer werd op 13 februari 1944 geboren in dit metrostation.

### Wederopbouw
Na de oorlog werd het Northern Heights project aangepast en begin 1946 lag er een plan voor de ombouw van de lijn tussen Mill Hill East en Edgware die tussen januari 1947 en juni 1948 zou plaatsvinden maar tot uitvoering kwam het niet meer. Onderhoudswerken en herstel van oorlogsschade aan het bestaande netwerk legden een groot beslag op de middelen van London Transport. Bovendien werd voorrang gegeven aan de verlengingen van de Central Line. Hoewel het Northern Heights project nog tot 1950 op de kaarten was ingetekend zijn de werkzaamheden nooit hervat.
Het bovengrondse traject bleef in gebruik door LNER en vanaf 1948 door haar rechtsopvolger British Railways. Tussen oktober 1951 en januari 1952 was de reizigersdienst tijdelijk onderbroken en op 3 juli 1954 werd lijn naar Alexandra Palace gesloten waarmee een eind kwam aan de bovengrondse reizigersdienst bij Highgate. Het goederenverkeer bleef tot 1964 van de lijn gebruik maken, daarna werd het traject tussen het depot Highgate Wood en Finsbury Park gebruikt voor de materieel uitwisseling met de Northern City Line. De elektrische metrostellen werden met acculocomotieven over het niet geëlektrificeerde baanvak getrokken. In 1970 kwam hier een eind aan vanwege achterstallig onderhoud aan enkele bruggen onderweg en in 1972 werden de bovengrondse sporen bij Highgate opgebroken.
De stationsgebouwen die waren ontworpen door Charles Holden waren niet gebouwd voordat de Tweede Wereldoorlog uitbrak en de bouw liep dan ook vertraging op. Holden ontwierp een stationsgebouw dat naast de pub The Woodman bovenop de heuvel zou komen. De stationshal zou met een paar roltrappen worden verbonden met de ondergrondse verdeelhal. Deze overdekte roltrappen zouden worden opgenomen in de helling aan de zuidkant van de kuil waarin het station ligt. Het stationsgebouw zou worden opgesierd met een standbeeld van Dick Whittington en zijn kat als afbeelding van een plaatselijke legende. De uitvoering was een stuk soberder dan het ontwerp en bij de oplevering in 1957 was er slechts een roltrap voor uitstappers en een bescheiden gebouw naast de pub. Het stationsgebouw van de GNR aan de noordkant van de bovengrondse sporen wordt gebruikt als een privéwoning.Een groot deel van de route tussen Finsbury Park en Alexandra Palace maakt in de 21e eeuw deel uit van de Parkland Walk , hoewel deze om veiligheidsredenen om het station heen loopt.

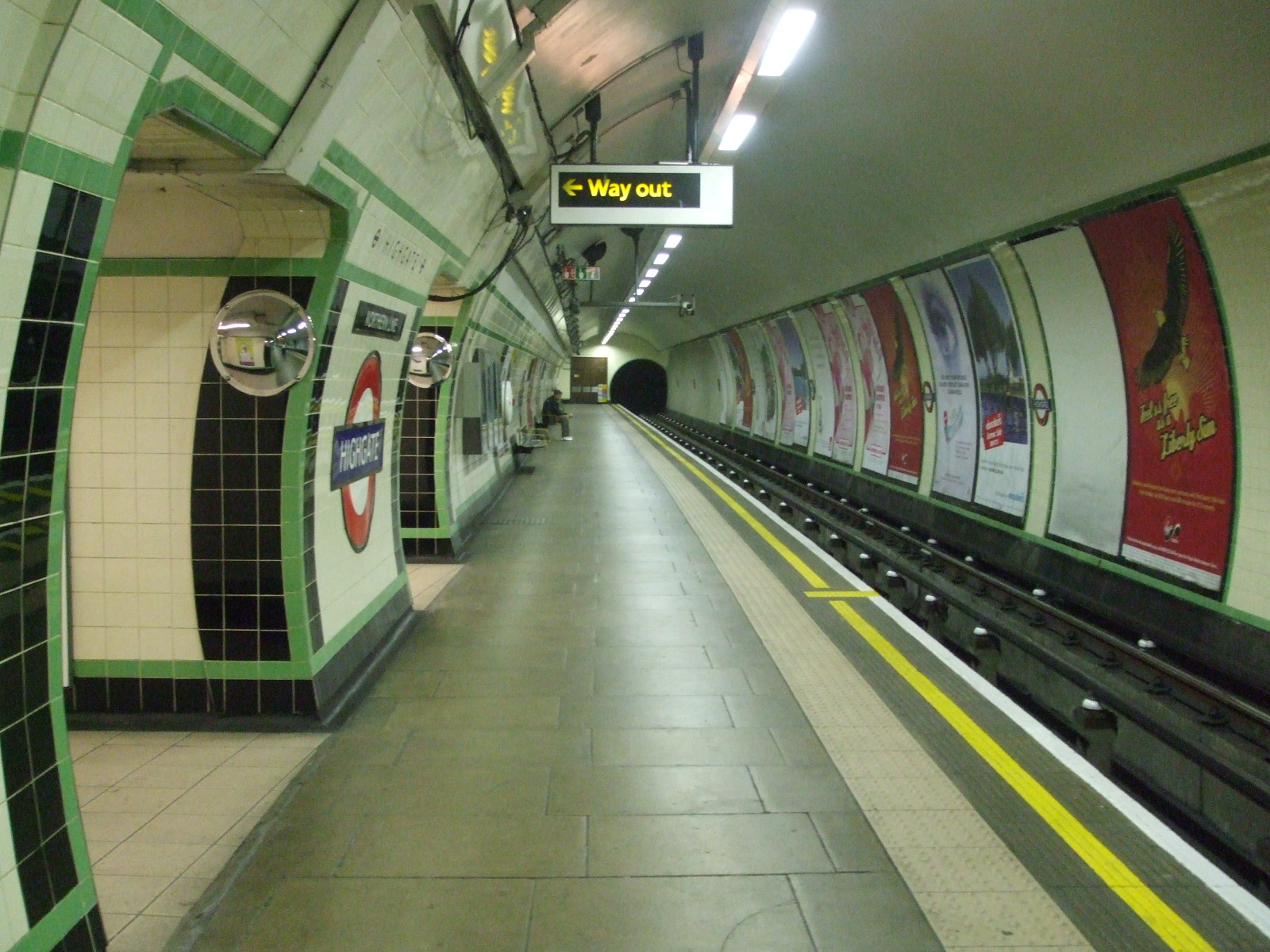
Ondergronds voor de metro naar het zuiden.
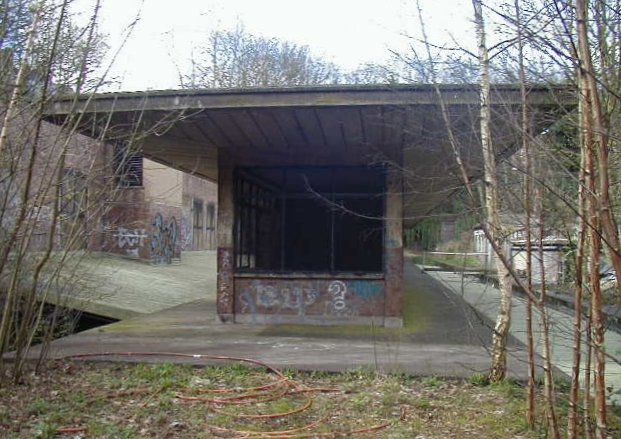
Het eilandperron in 2001.
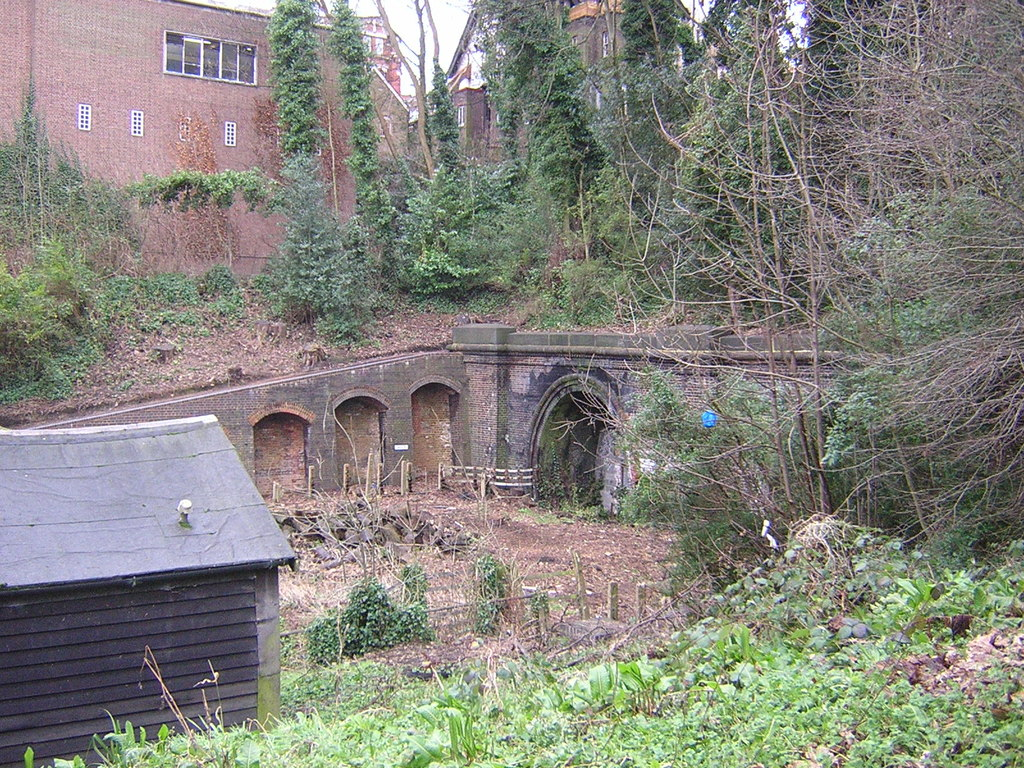
De tunnelingangen onder de uitgang uit 1957.

## Reizigersdienst
De metro rijdt, afhankelijk van de drukte, om de 3 a 7 minuten, tussen 6:01 uur en 1:01 uur naar het noorden, tussen 5:37 uur en 0:18 uur naar het zuiden.

## Film en televisie
De in onbruik geraakte sporen en tunnels zijn in een aantal films en tv-series gebruikt als filmlocatie:
- De speelfilm Paperhouse
- De tv-serie EastEnders
- De tv serie Waking the Dead

## Fotoarchief
- London Transport Museum Photographic Archive
  - De ingang en tijde van de LNER in 1935
  - Shepherd's Hill in 1955, voor de bouw van de overdekte roltrap
  - De ingang aan Priory Gardens in 1955 De gebouwen langs de Archway Road op de achtergrond laten goed zien hoe diep de kuil is waar het station in ligt.